# Beverly Hills-i zsaru 2.
A Beverly Hills-i zsaru 2. (eredeti cím: Beverly Hills Cop II) 1987-ben bemutatott amerikai akcióvígjáték Eddie Murphy főszereplésével. Az 1984-es Beverly Hills-i zsaru c. film folytatása, a Beverly Hills-i zsaru tetralógia második része.

## Cselekmény
Beverly Hills-ben nagyjából két évvel az eredeti történet után Andrew Bogomil (Ronny Cox), Beverly Hills rendőrkapitánya, Billy Rosewood nyomozó (Judge Reinhold) és John Taggart őrmester (John Ashton) megpróbálja kideríteni, ki áll az „ábécés bűntettek” mögött.
Az „ábécés bűnözők” mindig egy feltörhetetlen kódot tartalmazó levelet hagynak a tetthelyen. Amikor Bogomil rendőr-főfelügyelő az elkövető nyomába ered, ő lesz az ábécés bűnözők következő áldozata. Súlyosan megsérül egy merényletben.
Lutz (Bogomil főnöke) Bogomilt mint parancsnokot felelősségre vonja, és felfüggeszti, annak ellenére, hogy Bogomil megpróbálja meggyőzni őt arról, hogy Rosewood csak egy megérzést követett, ami a rendőri munka hagyományos szempontja. Lutz Taggartot és Rosewoodot is megbünteti, és közlekedési szolgálatra osztja be őket.
Detroitban Axel Foley megpróbál tetten érni néhány korrupt gengsztert. Amikor azonban meghallja, hogy barátját, Bogomilt lelőtték, azonnal Beverly Hillsbe indul. Ott nem számíthat Lutz rendőrfőnök segítségére. Axel titokban megpróbálja megoldani az ügyet, és számíthat Bogomil kollégái: Billy Rosewood és John Taggart együttműködésére. De hamarosan a trió bajba kerül, és Axel az ábécés bűnöző új célpontjává válik.
Taggart és Rosewood beleegyeznek, hogy segítenek Foleynak, mert Lutz nyilvánvalóan ürügyet próbál találni arra, hogy kirúgja őket.
Miután meghiúsít egy bankbetétes rablási kísérletet, Foley képes rászedni Dent könyvelőjét, Sidney Bernsteint (Gilbert Gottfried), hogy használja a számítógépét, és rájön, hogy Dent és Karla az ország elhagyásán gondolkodik.
Foley azt is megtudja, hogy Dent összes vállalkozásának biztosítását felmondták, és csőd előtt állnak, kivéve a pályáját, amelyről meg van győződve, hogy a következő célpont. Útban a versenypálya felé Foley megfejti a rendőrségnek utoljára küldött rejtvényt, és meg van győződve arról, hogy ezt a rejtvényt azért tették könnyen megoldhatóvá, hogy Caint gyanúba keverjék, mint az ábécés banditát, noha Foley a vele való korábbi találkozás után tudja, hogy Cain csak egy balek, akinek az a célja, hogy elterelje a hatóságokat Dent nyomáról.
Hogy információkat szerezzen néhány módosított töltényről, amelyeket Taggart és Rosewood talált, Foley-nak sikerül bejutnia egy lövészklubba, ahol tudtán kívül találkozik azzal a nővel, aki meg akarta ölni Bogomilt. Ő Karla Fry, a lőtér helyettes vezetője, aki azonnal gyanút fog, hogy Axel zsaru, és riasztja a banda többi tagját, Cain-t és Dentet, akik úgy döntenek, hogy megölik Foley-t.
Menekülés után Axel, Taggart és Rosewood ujjlenyomatokat talál, amelyekről kiderül, hogy Charles Cainhez, a lövészklub igazgatójához köthetők. Éjszaka betörnek a házába, és felfedeznek egy papírdarabot, amelyen földrajzi koordináták szerepelnek, amelyek megfelelnek egy bankjegyraktárnak. Odasietnek, és sikerül megakadályozniuk a rablást, a bűnözőket pedig megfutamítják.
Az akció kiagyalója Maxwell Dent, egy gazdag, csőd szélén álló üzletember, aki a rablásokból származó bevételből - szeretője, Karla segítségével - több tonna fegyvert akar vásárolni egy kétes kereskedőtől, hogy aztán Közép-Amerikában értékesítse azokat tovább. Utolsó munkája, mielőtt elhagyja az Egyesült Államokat, hogy rablást szervez saját versenypályáján, amelyet nagy összegre biztosít. A rablás során Káint Karla megöli, ezzel a rendőrség megoldja az ábécés bűnöző ügyét, megtalálja a tettest.
Amikor a gengszterek menekülni készülnek, a rendőrség megérkezik a helyszínre, Lutz és Egan polgármesterrel együtt Lutz megpróbálja felfüggeszteni Rosewoodot és Taggartot engedetlenségük miatt, és Foleyt is megpróbálja elüldözni a városból. Taggart és Rosewood azonban ezúttal is szembeszállnak Lutz-cal, és bebizonyítják, hogy Dent volt az ábécés rabló.

## Szereplők
| Szereplő                      | Színész           | Magyar hang, 1. szinkron | Magyar hang, 2. szinkron |
| ----------------------------- | ----------------- | ------------------------ | ------------------------ |
| Axel Foley detroiti nyomozó   | Eddie Murphy      | Dörner György            | Dörner György            |
| Billy Rosewood nyomozó        | Judge Reinhold    | Kaszás Attila            | Kaszás Attila            |
| John Taggart nyomozó őrmester | John Ashton       | Reviczky Gábor           | Reviczky Gábor           |
| Maxwell Dent                  | Jürgen Prochnow   | Trokán Péter             | Kőszegi Ákos             |
| Andrew Bogomil hadnagy        | Ronny Cox         | Pathó István             | Vass Gábor               |
| Karly Fry                     | Brigitte Nielsen  | Bánsági Ildikó           | Prókai Annamária         |
| Harold Lutz rendőfőnök        | Allen Garfield    | Inke László              | Harsányi Gábor           |
| Charles "Chip" Cain           | Dean Stockwell    | Gáti Oszkár              | Jakab Csaba              |
| Jeffrey Friedman nyomozó      | Paul Reiser       | Józsa Imre               | Viczián Ottó             |
| Douglas Todd felügyelő        | Gilbert R. Hill   | Szersén Gyula            | Szersén Gyula            |
| Ted Egan polgármester         | Robert Ridgely    | Gruber Hugó              | Uri István               |
| Biddle, Lutz segédje          | Brian O'Connor    | Kovács István            | Juhász György            |
| Jan Bogomil                   | Alice Adair       | Pápai Erika              | Ábel Anita               |
| Sidney Bernstein              | Gilbert Gottfried | Márton András            | Fekete Zoltán            |
| Russell "Russ" Fielding       | Tom Bower         | Csikos Gábor             | Kárpáti Tibor            |
| Fegyverklub portása           | Valerie Wildman   | Kovács Nóra              | Nyírő Beáta              |
| Hugh Hefner                   | Hugh Hefner       | Izsóf Vilmos             | Fazekas István           |
| Carlotta                      | Frank Pesce       | Usztics Mátyás           | Besenczi Árpád           |
| Éneklő őr                     | Vic Manni         | Kránitz Lajos            |                          |
| Művezető                      | Todd Susman       | Jakab Csaba              | Orosz István             |
| Inas a Playboy-partin         | Chris Rock        | Bartucz Attila           | Előd Álmos               |
| Recepciósnő a Playboy-partin  | Susan Lentini     | Tóth Enikő               | Fazekas Andrea           |
| Vinnie                        | Robert Pastorelli | Szerednyey Béla          | Harmath Imre             |

## Díjak és jelölések
- Oscar-díj (1988) - Legjobb filmdal jelölés: "Shakedown"
- Golden Globe-díj (1988) - Legjobb filmdal jelölés: "Shakedown"
- Arany Málna díj (1988) - Legrosszabb filmdal: "George Michael - I Want Your Sex"
- Nickelodeon Kids’ Choice Awards (1988) - Kedvenc film
- Nickelodeon Kids’ Choice Awards (1988) - Kedvenc filmszínész: Eddie Murphy
- ASCAP Film and Television Music Awards (1988) - Legjobb filmdal: "Shakedown"

## Fordítás
Ez a szócikk részben vagy egészben  a   Beverly Hills Cop II című holland Wikipédia-szócikk fordításán alapul.  Az eredeti cikk szerkesztőit annak laptörténete sorolja fel. Ez a jelzés csupán a megfogalmazás eredetét és a szerzői jogokat jelzi, nem szolgál a cikkben szereplő információk forrásmegjelöléseként.
Ez a szócikk részben vagy egészben  a   Beverly Hills Cop II című spanyol Wikipédia-szócikk fordításán alapul.  Az eredeti cikk szerkesztőit annak laptörténete sorolja fel. Ez a jelzés csupán a megfogalmazás eredetét és a szerzői jogokat jelzi, nem szolgál a cikkben szereplő információk forrásmegjelöléseként.